# غش (أخلاق)
يصف الغش (بالإنجليزية: Cheating)‏ عمومًا الإجراءات المختلفة المصممة لتخريب القواعد من أجل الحصول على مزايا غير عادلة. ويشمل ذلك أعمال الرشوة والمحسوبية في أي حالة يتم فيها منح الأفضلية للأفراد باستخدام معايير غير مناسبة. قد تكون القواعد التي تم انتهاكها صريحة، أو قد تكون من قواعد سلوك غير مكتوبة تستند إلى الأخلاق أو الأخلاقيات أو العرف، مما يجعل تحديد سلوك الغش عملية ذاتية محتملة. يمكن أن يشير الغش على وجه التحديد إلى الخيانة الزوجية.